# Jiuquan
Jiuquan (酒泉; pinyin: Jiǔquán) è una città-prefettura della Cina nella provincia del Gansu, lungo l'antica Via della seta. È una città abbastanza ricca e dinamica, anche grazie alla presenza nel suo territorio amministrativo del campo petrolifero di Yumen, della celebre oasi di Dunhuang e del cosmodromo di Jiuquan.

## Storia
Anche se non vi sono tracce certe relative alla nascita della città, una leggenda molto popolare lega la sua fondazione al generale Huo Qubing, che tra gli anni 140 a.C. e 117 a.C. si fermò qui, dove avrebbe sconfitto i Xiongnu. Per ringraziarlo dei servizi resi, l'imperatore Han Wudi gli inviò del vino.
Il generale volle dividere il dono con tutti i suoi uomini e lo versò in una fontana, così che tutti ne potessero bere. Il nome della città significa fontana del vino.
Più probabilmente la città venne fondata nel IV secolo della nostra era e fu conosciuta con il nome di Suzhou, attualmente il nome del solo quartiere centrale (肃州区, Suzhou Qu). Divenne un centro carovaniero lungo la Via della Seta ed acquisì importanza per le miniere poste nelle vicinanze.

## Amministrazione
Jiuquan amministra le seguenti suddivisioni:
- Distretto di Suzhou
- Yumen
- Dunhuang
- Contea di Jinta
- Contea di Guazhou
- Contea autonoma di Subei
- Contea autonoma di Aksai

## Luoghi d'interesse

### Parco della Fontana del Vino (Jiuquan Gongyuan)
Il parco si trova nella parte est di Jiuquan e circonda la leggendaria fontana che ha dato il nome alla città. La sorgente d'acqua è costituita da un piccolo lago. 
Il parco ha al suo interno numerosi padiglioni, ponti e gallerie.

### Torre del Tamburo e della Campana
È un padiglione di tre piani, posto nel XIX secolo su un'antica porta della città.